# Parepilysta enganensis
Parepilysta enganensis là một loài bọ cánh cứng trong họ Cerambycidae.